# Bancable
 (février 2023).
 (février 2023).
Si vous disposez d'ouvrages ou d'articles de référence ou si vous connaissez des sites web de qualité traitant du thème abordé ici, merci de compléter l'article en donnant les références utiles à sa vérifiabilité et en les liant à la section « Notes et références ».
Le mot bancable (déclinaison de banque et du suffixe -able) est un terme issu du vocabulaire financier et commercial dans les années [Quand ?]. Un titre bancable est un effet de commerce réescomptable par un établissement financier auprès d’une banque centrale ce qui a pour effet de réduire le risque.
Afin de pouvoir réescompter un effet de commerce, la banque centrale doit fixer un taux d'escompte.
Ce terme a depuis[Quand ?] été récupéré dans d’autres disciplines et d’autres jargons, notamment le jargon cinématographique : un acteur bankable est un acteur rentable, qui permet de financer un film sur son nom.